# Regierung (Waldeck-Pyrmont)
Die Regierung der Grafschaften bzw. Fürstentümer Waldeck-Pyrmont war die Exekutive von Waldeck und Pyrmont von 1654 bis 1867.

## Im HRR
1654 wurde für beide Landesteile eine Samt- und Landkanzlei in Korbach gebildet. Diese bestand aus einem Direktor und drei Räten und war obere Verwaltungsbehörde und vor allem Gerichtsinstanz. Nachdem die Eisenberger Linie der Grafen ausgestorben war, verlegte Graf Christian Ludwig die Samt- und Landkanzlei 1696 nach Mengeringhausen. Mit Verordnung vom 7. Januar 1696 wurden die Aufgaben der Samt- und Landkanzlei beschrieben und von anderen Landeskollegien abgegrenzt. Danach war sie vor allem ein Gericht. Daneben war sie für Hoheits- und Polizeiaufgaben, die Kommunal- und Rechnungsaufsicht und für Vormundschafts- und Lehenssachen zuständig. Nach der Fürstung von Friedrich Anton Ulrich wurde die Samt- und Landkanzlei in Regierung umbenannt. Ab 1817 gingen die Aufgaben als Gericht an das Landeskollegium der Justizkanzlei über. 1748 wurden beide Institutionen wieder zusammengeführt. Ab 1728 war der Sitz der Regierung offiziell Arolsen, auch wenn die Räume in Mengeringhausen bis in die 1750er Jahre weiter genutzt wurden.

## Im Deutschen Bund
Mit Verordnung vom 10. August 1817 wurde die Gerichtsfunktion der Regierung reduziert. In Zivilverfahren war nun das Hofgericht an seine Stelle getreten, die Regierung blieb aber bis 1835 oberstes Strafgericht (siehe hierzu auch Gerichte im Fürstentum Waldeck und Pyrmont). Nun war die Regierung, die weiter aus einem Präsidenten und zwei Räten bestand, nur noch für Verwaltungssachen zuständig.
Die Märzrevolution führte zu einer strukturellen Änderung. Die Verordnung über die Vereinigung der oberen Verwaltungsbehörden und die Bildung der Staatsregierung vom 11. Juni 1849 hob die bisherige Regierung und die anderen oberen Landesbehörden auf und fasste diese in der neuen Staatsregierung zusammen. An der Spitze der Regierung stand ein Präsident. Die Mitglieder des Regierungskollegiums leiteten eine oder mehrere der sieben Abteilungen.
1. Angelegenheiten des fürstlichen Hauses
2. Verhältnisse zur deutschen Reichsgewalt und zu anderen Staaten
3. Inneres
4. Justiz
5. Kirchen- und Schulsachen (diese Abteilung wurde durch Verordnung vom 2. März 1853[4] wieder wie vor 1849 als Konsistorium ausgegliedert. Neue Abteilung 5 wurde die Abteilung für Domänen und Forsten)
6. Finanzen (diese Abteilung war die aus der bisherigen Fürstlichen Domänen- und Forstkammer und der Landschaftlichen Kammer gebildete „Finanzkammer“ unterstellt. Mit Verordnung vom 3. Oktober 1851[5] wurde die Finanzkammer in die Abteilung Finanzen integriert. 1853 wurde der Bereich Domänen und Forsten aus Abteilung 6 ausgegliedert (siehe oben))
7. Militärangelegenheiten

Mit dem Abschluss des Akzessionsvertrags mit Preußen 1867 ging die Verwaltung auf Preußen über und die Staatsregierung beendete ihre Arbeit.

## Regierungschefs
| Titel                                  | Regierungschef                                                                      | Zeitraum                | Anmerkung |
| -------------------------------------- | ----------------------------------------------------------------------------------- | ----------------------- | --- |
| Kanzler                                | Johannes Scherbaum                                                                  | 1696–1714               | |
| Präsident                              | Friedrich Ernst von Padberg                                                         | 1715–1716               | |
| Präsident                              | Hermann Joh. Christian von Uffeln                                                   | 1716–1726               | |
| Geheimer Rat                           | Friedrich Schumacher, Carl Gottfried von Rauchbar, Friedrich August von Klettenberg | 1726–1733               | Es ist unklar, ob die Regierung durch das dreiköpfige Direktorien gemeinschaftlich geführt wurde, oder ob es Rangunterschied gab. |
| Geheimer Rat und Kanzler               | Friedrich August von Klettenberg                                                    | 1733–1740               | |
| Regierungspräsident                    | Karl Georg August von Zerbst                                                        | 1742–1769               | |
| Regierungspräsident                    | Friedrich Ludwig Wieprecht von Zerbst                                               | 1769–1814               | |
| Regierungspräsident/-Direktor          | Carl Rudolf von Preen                                                               | 1814–1823               | |
| Regierungsdirektor                     | Burchard Christian von Spilcker                                                     | 1824–1838               | |
| Regierungsdirektor                     | Georg Christian August Varnhagen                                                    | 1838–1843               | |
| Regierungsdirektor                     | Ludwig Hagemann                                                                     | 1843–März 1848          | |
| Geheimer Justizrat                     | Carl von Stockhausen                                                                | März bis Juli 1848      | Provisorische Fortführung der Geschäfte                                                                                           |
| Regierungsassessor                     | Wilhelm Gleisner                                                                    | Juli 1848 bis Juni 1849 | Provisorische Fortführung der Geschäfte                                                                                           |
| Staatsrat                              | Wolrad Schumacher                                                                   | 1849–1851               | Vorsitz im Regierungskollegium |
| Staatsrat, ab 1853 Regierungspräsident | Carl Winterberg                                                                     | 1851–1867               | Vorsitz im Regierungskollegium |